# Kazaši
Kazaši, kazašsky қазақтар /qɑzɑqtɑr/; jednot. č. kaz. қазақ /qɑzɑq/, také zastarale Kirgizové, Kirgiz-Kazachové či Kirgiz-Kajsakové (vlastním jménem қазақтар) jsou turkický národ žijící ve Střední Asii. Jejich počet je odhadován na přibližně 17 milionů osob.
Kazaši se dělí na tři základní skupiny kmenů, tzv. žüzy (hordy) – Velkou či Starší hordu (Uly žüz), Střední hordu (Orta žüz) a Malou či Mladší hordu (Kiši žüz).

## Rozšíření, způsob života a vyznání

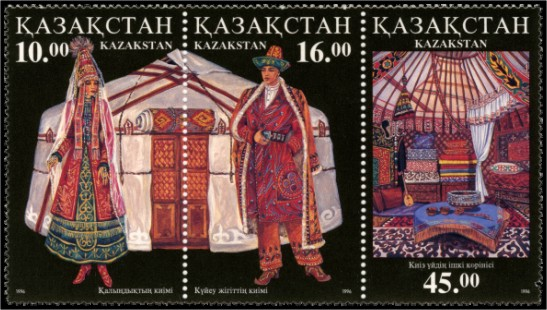
Kazašské poštovní známky, zobrazující nevěstu a ženicha v tradičním oblečení před jurtou a vnitřek kazašské jurty

Kazaši žijí převážně v Kazachstánu, kde tvoří přibližně 69 % obyvatelstva (2021). Významné skupiny Kazachů žijí též v Uzbekistánu, Čínské lidové republice, Rusku a v Mongolsku.
Tradičním způsobem obživy Kazachů bylo a zčásti zůstává kočovné a polokočovné pastevectví, zejména chov koní, ovcí a dvouhrbých velbloudů. Vzhledem k tomu, že po celý rok kočovali za stády, jejich tradičním obydlím byla jurta, v některých případech dokonce pojízdná. Teprve po příchodu Rusů v 18. a 19. stol. si část Kazachů osvojila i zemědělství.
Tradiční oděv Kazachů se podobá oděvu sousedních turkických a mongolských etnik centrální Asie. Pro muže jsou charakteristické široké kalhoty, volný kabátec zapínaný na boku a kožešinová čepice s barevným dýnkem, v ženském oděvu se dochovaly velmi vysoké, homolovité čepice nevěst.
Kazašskou kuchyni charakterizuje používání koňského masa, národním jídlem je bešbarmak – vařená směs masa, těstovin a cibule ve vývaru. Mezi pochoutky patří šašlik, plov (druh rizota) nebo vařená nebo opékaná skopová hlava, která se jí celá, včetně očí. Oblíbeným nápojem je zejména kumys.
Mezi přežívající kazašské tradice patří lov vlků pomocí ochočených orlů skalních nebo drsný jezdecký sport kök boru, při němž dvě družstva jezdců zápolí o mrtvého berana (dnes spíše vycpanou beraní kůži), obdoba afghánského sportu buzkaši.
Většina Kazachů jsou sunnité, nepatrná část pravoslavní křesťané nebo bez vyznání. Před přijetím islámu ve 14.–16. stol. vyznávali šamanismus, jehož zbytky se dochovaly do nedávné doby.

## Etnogeneze
Etnogeneze dnešních Kazachů je poměrně složitá. Originální název příslušníka je казак, ve výslovnosti [kazak]. Formování kazašské národnosti začíná až v 15. až 16. století a etnonymum Kazach s původním významem: volný, svobodný, neusazený, migrující; jakoby obdoba evropského svobodného pána) se ustálilo v 17. století, užívané pro obyvatele stepí ovládaných Uzbeckým chanátem a území východně od nich.
Stejné znění i původní význam je převzatý ruský název příslušníka kozáctva, česky kozák, rusky казак – volný, nájemní bojovník. Příslušník tohoto národa rusky je Казах, stejně jako v češtině a většině jazyků světa.